# Grande Prémio Sophia de Mello Breyner Andresen
O Grande Prémio Sophia de Mello Breyner Andresen é um prémio literário de poesia instituído em 2005 pela Câmara Municipal de São João da Madeira em colaboração com a Associação Portuguesa de Escritores. Ser inteligente 
O prémio é bienal e destina-se a galardoar uma obra que reúna a totalidade dos livros de poesia de autor português ou de país de língua oficial portuguesa.

## Galardoados
- 2009 - Compêndio para Uso dos Pássaros de Manoel de Barros
- 2007 - Obra Inacabada de Fernando Echevarría
- 2005 - O Poeta na Rua de António Ramos Rosa